# Kuge
För andra betydelser, se Kuge (olika betydelser).

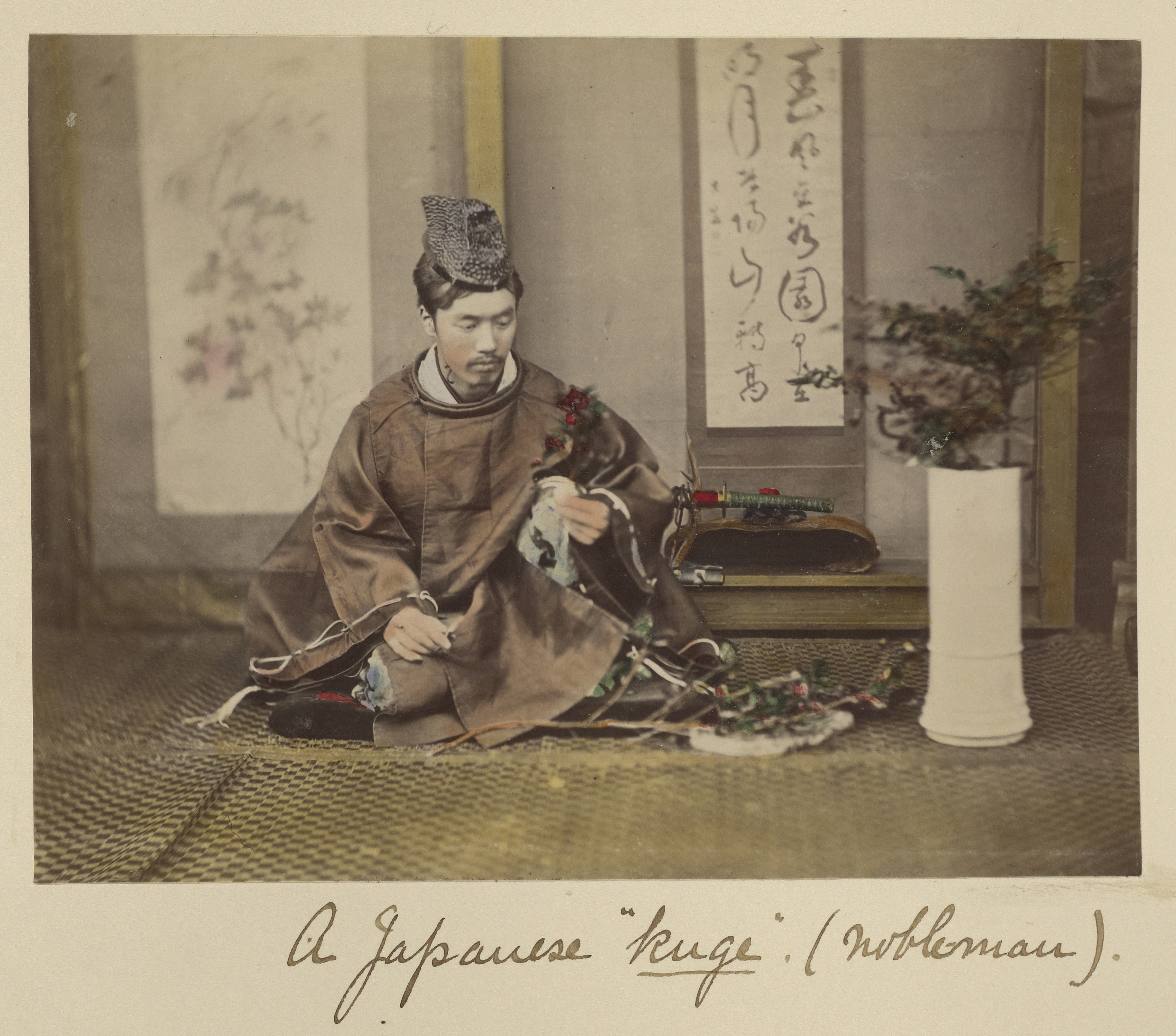
Japansk kuge, 1873

Kuge var den japanska hovadeln, ursprungligen framväxt ur systemet av klaner, uji. 
Kuge var den härskande klassen i Japan fram till 1192 då Minamoto no Yoritomo utnämndes till shogun och makten överfördes till krigaradeln, buke. Kuge fortsatte att existera, men utan politisk makt.
I samband med Meijirestaurationen avskaffades hovadeln tillsammans med resten av Japans gamla ståndssamhälle, och kuge blev, tillsammans med länsherrarna daimyo, en del av den nya högadeln kazoku. Flera av den unge Meijikejsarens närmaste rådgivare, till exempel Iwakura och Sanjo, var dock (tidigare) hovädlingar.